# Backdraft 2
Backdraft 2 is een Amerikaanse film uit 2019, geregisseerd door Gonzalo López-Gallego. Backdraft 2 is een vervolg op de film Backdraft uit 1991, met Joe Anderson in de hoofdrol en William Baldwin en Donald Sutherland die hun rollen hernemen als Brian McCaffrey en Ronald Bartel in de film uit 1991.

## Verhaal
Brandstichtingonderzoeker Sean McCaffrey, zoon van wijlen luitenant Stephen "Bull" McCaffrey, werkt vanuit station 17 van de Chicago Fire Department, een van de eenheden in de divisie die wordt gerund door zijn oom, plaatsvervangend districtchef van het Chicago Office of Fire Investigation (OFI) Brian McCaffrey. Sean werkt het liefst alleen en is aanvankelijk onbeleefd als Captain White van Station 17 hem vertelt dat hij het protocol moet volgen en moet werken met een partner, Maggie Rening.
Het nieuwe team krijgt een brand toegewezen waarbij op Halloween vijf jongeren omkwamen. Nadat ze hebben bevestigd dat de brand brandstichting is, pakken ze later een brandstichter die hen vertelt dat hij een enorme vergoeding had afgewezen om de Halloween-brand aan te steken. Sean praat met Ronald Bartel, een moorddadige brandstichter die al tientallen jaren in de gevangenis zit. Bartel geeft inzicht, inclusief de betrokkenheid van terroristen, met behulp van branden om de diefstal van raketten af te leiden.
Er wordt een bom geplaatst in het huis van Sean en Sean belt Brian en vertelt hem wat er is gebeurd. Brian komt langs en kijkt of hij het onschadelijk kan maken, maar sterft daarbij. Er wordt een begrafenis gehouden voor Brian en Sean neemt afscheid van hem, net zoals hij decennia eerder afscheid heeft genomen van zijn vader. Ronald betuigt zijn medeleven aan Sean en legt hem uit waar de terroristen mogelijk rondhangen. Sean en Maggie gaan achter de terroristen aan, die vervolgens worden gepakt en verslagen. En net als in 1991 eindigt de film als er weer een brand komt.

## Rolverdeling
- Joe Anderson - Sean McCaffrey
- William Baldwin - Brian McCaffrey
- Donald Sutherland - Ronald Bartel
- Alisha Bailey - Maggie Rening
- Alastair Mackenzie - Captain White
- Dominic Mafham - Ralph Kuntz

## Release
De film werd in de Verenigde Staten uitgebracht op 14 mei 2019 door Universal Pictures Home Entertainment als direct-naar-video, dvd en blu-ray.